# رنی هوپه
رنی هوپه (انگلیسی: René Hoppe؛ زادهٔ ۹ دسامبر ۱۹۷۶) ورزشکار بابسلد اهل آلمان بود.
در بازی‌های المپیک زمستانی ۲۰۰۶ در تورین، او در مسابقات چهار نفره با هم تیمی‌هایش کوین کوسکه، آندره لانگ و مارتین پوتزه مدال طلا گرفت.